# ジャミトフ・ハイマン
- 機動戦士Ζガンダム > 機動戦士Ζガンダムの登場人物 > ジャミトフ・ハイマン
- 機動戦士ガンダム0083 STARDUST MEMORY > 機動戦士ガンダム0083 STARDUST MEMORYの登場人物 > ジャミトフ・ハイマン

ジャミトフ・ハイマン（Jamitov Hymem）は、アニメ『機動戦士Ζガンダム』および、OVA『機動戦士ガンダム0083 STARDUST MEMORY』に登場する架空の人物。
担当声優は西村知道。テレビアニメ版第21話でのみ池田勝が務めた。

## 人物
地球連邦軍特殊部隊・ティターンズの創立者であり総帥。階級はデラーズ紛争時は准将、グリプス戦役時には大将。後年の外伝作品などで一年戦争時は大佐であったことが明かされている。高齢であることは確実だが、詳しい年齢は不明。
ジャミトフはアースノイド出身のエリートではあったが、地球を汚染し続ける地球連邦政府と地球連邦軍のエリートを憎悪しており、地球環境再生の一環として人類の大規模虐殺を実行したジオン公国のギレン・ザビに共感していた。地球環境破壊の原因をアースノイドを含む地球圏の人口増大にあると考え、「少数のエリートによる地球圏の管理統制」を目指したギレンの思想に影響を受けたジャミトフは、地球環境の保護・管理のために、地球連邦政府の独裁的支配や、アースノイドを含む人類の大半を粛清するための大規模戦争を目指すようになったという。
なお企画段階の名称は「アンム・ハイマン」と言い、元大将とされ、大陸復興公社総裁と地球の賭博組合であるインターナショナル国債管理公社総裁を兼務しているという設定であった。

## 劇中での活躍
劇中においてはティターンズと己の権勢の拡大、そして拡大した権勢の維持にのみ専念している描写が目立ち、本人から後述のような思想や本心が語られることは一切なかった。
『機動戦士Ζガンダム』では、前線の指揮は腹心のバスク・オムに任せており、自身は連邦議会でティターンズの権限を引き上げる法案を可決させるなど政治活動に専念している。また、徐々に増長してきたバスクを牽制する狙いで、木星船団の指揮官であったパプテマス・シロッコを登用した。しかし、シャア・アズナブルのダカール演説によってティターンズの権威は失墜し、ティターンズの地球における重要拠点であったニューギニア基地、キリマンジャロ基地がカラバとエゥーゴの攻撃によって陥落させられ、ジャミトフは地球からの脱出を余儀なくされる。アクシズが地球圏へ帰還してきてからは、ティターンズの宇宙拠点であるゼダンの門に構えて、ハマーン・カーンとの会見を行う。この時、ハマーンはゼダンの門における会談においてイヤリングに仕込んだ青酸ガスによってジャミトフを暗殺しようとしたが失敗した。ゼダンの門崩壊後、グワダンでのシロッコ、ハマーンとの会談中にシロッコによって暗殺された。張本人のシロッコはグワダン脱出直後の演説でジャミトフはハマーンによって暗殺されたと宣言する。ただし、後にニューディサイズを名乗る教導隊の青年将校といった連邦軍内のティターンズ支持派はジャミトフの死を噂として知っていたものの、その死はエゥーゴの刺客による暗殺と思い込んでいた。
権力者としての度量を持ち合わせており、ゼダンの門脱出の際には部下の安否を心配する一面も見られた。また、政治家としても極めて有能で、流れを読み適した方便を提供し、連邦議会も利用して連邦軍の全権を掌握する寸前にまで権限を拡大している。血判をもって忠誠を誓ったシロッコに対しては不信感を持っており、決して無警戒ではなかった。だが少数でハマーンと会見したあたりは危機管理意識が低かった面があり、それが命取りとなる。
劇場版『機動戦士Ζガンダム A New Translation』では、ブレックスを暗殺させたのはジャミトフではなくバスクだったことが示唆されている。
小説版『機動戦士Ζガンダム』では、全ての親族と絶縁しており、有事に累が及ばないよう配慮している。また、アナハイム・エレクトロニクス会長のメラニー・ヒュー・カーバインは士官学校でジャミトフと同期であり、連邦軍に入ったジャミトフは軍ではなく実業家として成功したカーバインに嫉妬しているとバスク・オムは推測していた。
『機動戦士ガンダム0083 STARDUST MEMORY』では、ジャミトフは地球連邦軍財務高官として准将になっていた。上司のジーン・コリニーと共謀し、デラーズ・フリートのシーマ艦隊を裏取引により寝返らせた。さらに対立していたジョン・コーウェンを自ら銃を突きつけてまでして失脚させ、ジオン軍残党狩りを目的とする特殊部隊「ティターンズ」を設立する。

## 思想
劇中以外の媒体では、ジャミトフの思想について描写や解説が行われている。
小説版では、ジャミトフがティターンズを設立した真の目的は、地球経済に打撃を与えて、地球上の選民を抹殺することにあるとされ、ジャミトフは「頑迷な人々は、地球上で掃討し、無知無能な者は、コロニー開発に追いあげる。それが、地球上から人間を排除する方法なのだ。今となれば、地球に残りたがるエリート意識に凝り固まった選民は、危機に陥った地球に残して、飢えさせれば良いのだ。が、そんな手段を講じているうちに地球が疲弊しすぎるという危機感があるからこそ、軍を組織して地球経済に打撃を与え、ついでに地球上の選民を抹殺する」と述べていた。またニュータイプに関しては、人は只今の現れ方でもニュータイプのような感覚の共有は可能だと信じており、愛情という言葉の意味をはなれた解釈だけですませて、その解釈の中でのみ利用しているから愛情が小さくなるのであり、人の意思と感性の狭隘さを突破するだけで、人はニュータイプになり得るという信条を持っていた。
他の媒体では、一年戦争から何も学ばず、地球再開発に名を借りた環境汚染と、地球における既得権の拡大にのみ執着する地球連邦政府の醜態を目の当たりにしたことで、地球上の全人類を殺戮してでも地球の再生を実現しようと考えていたとされる。この考えを極秘裏・合法的に実現するためにティターンズを設立して強化して権力の集中を推し進め、軍事国家的な統制政府を作り出そうとしていたとされる。ただし、ジャミトフの地球環境再生への執念は、スペースノイドの間で広まったエレズムとは違うものであり、スペースノイドへの反感から端を発したものであった。ジャミトフにとってスペースノイドさえも地球を食い荒らす寄生虫であり、ニュータイプは人類の存在を脅かすミュータントでしかなかった。これはジャミトフが地球連邦政府の傲慢と堕落ぶりを目の当たりにしたことによってもたらされた確信であったとされている。
他にも、劇場版『機動戦士ΖガンダムIII A New Translation -星の鼓動は愛-』のパンフレットでは、「アースノイドのエリートを中心とした地球圏の恒久的な支配」だと記述されている。
これらの思想は、地球の再生を目指した地球至上主義ゆえであったが、彼は特に極端なやり方を考えていた。汚染された地球環境再生のためには上記のようにアースノイドを含む人類の大量虐殺も想定されていたほか、表向きは地球在住を認められていた、地球連邦政府関係者や地球連邦政府議員も粛清対象であったという。
しかし、バスク・オムなどには、地球環境の汚染を憂慮したジャミトフの真意は伝わっておらず、反感を買うようなスペースノイドに対する過剰な弾圧を繰り返した事がティターンズの破滅への引き金となっていった。バスクが実行したグラナダへのコロニー落としに関しては、地球連邦政府総会対策として、地球連邦政府の反ジャミトフ派がいうことをきかない場合には行う考えであった。だが、グラナダをグリプス2のコロニーレーザーで攻撃して破壊するというバスクが提案した作戦に対してはグラナダを失うことになるとして消極的だったほか、バスクが己の力を過信して増長していることを感じていた。
『機動戦士Ζガンダム』の準備稿によれば、ジャミトフはティターンズが善戦して、戦争が始まってすぐにエゥーゴが壊滅する事態を恐れていたという。また、ジャミトフはスペースノイドを羨望しており、人は地球に縛られてはならないと考えていたが、自分は地上から足を浮かせるだけの勇気を持てなかったという。
漫画版では、パプテマス・シロッコはジャミトフの理想について、アースノイドを根絶やしにするために地球連邦軍をティターンズにし、戦争によって地球経済を徹底的に窮乏に追い込んでアースノイドを餓死させ、地球から人間を消しさることによって地球を自然に戻すことであり、ティターンズとエゥーゴは同じ目的のために戦争をしていると語っている。

## ゲーム作品での設定
『機動戦士ガンダム ギレンの野望 アクシズの脅威V』のティターンズ完全勝利エンディング(アライメントCHAOS)において、腐敗した地球連邦政府に代わって軍事政権を樹立したジャミトフは、本当の目的が「地球経済の破壊による住民の抹殺」であることを明らかにした。これは地球至上主義を掲げて戦ったティターンズの存在を全否定するものであり、ジャミトフの主張は、ティターンズ内部に大きな波紋を呼び、地球圏は再び内戦状態に陥ってしまう。しかし、この内戦によって地球経済は完全に破壊されて、地球の環境は最悪の状態を脱し、人類は宇宙という新たな発展の舞台を手に入れ、ジャミトフの理想は現実のものとなった。
同作品のティターンズ完全勝利エンディング(アライメントLAW)では、腐敗した地球連邦政府を解体し、絶大な権力を手にいれたジャミトフは、その真の目的に向かって動き出し、地球住民の強制移住を伴う新たな人類の管理システムである「地球再生計画」を推し進めるが、それは、ティターンズにとって裏切りとも呼べる行為であり、ジャミトフへの忠誠心が大きく動揺することになる。だが、ジャミトフは反対勢力を徹底的に粛正することで、混乱を最小限に抑え込むことに成功し、人類は地球上から姿を消し、厳重な管理体制の下、地球環境再生の取り組みが進められた。

なお、『機動戦士ガンダム ギレンの野望』のティターンズ勝利エンディングでは、ジャミトフは「地球再生計画」を推し進めるものの、バスクら反ジャミトフ派により暗殺されるという結末を迎える。
『スーパーロボット大戦シリーズ』『携帯機SDガンダム GGENERATIONシリーズ』の一部ゲーム作品では、バスクと同等かそれ以上のアースノイド偏重思想に染まった、冷酷非情かつ傲慢な極悪人として描かれている。特に『スーパーロボット大戦α外伝』では、外宇宙からの衝撃波を防ぐエネルギーシールド計画を乗っ取り、地球だけを守ってコロニーの全滅を企んだほどである。また、『スーパーロボット大戦α』や『スーパーロボット大戦64』では設定的に似ている『新機動戦記ガンダムW』のOZのデルマイユ侯の代役とされ、同じアースノイドのエリートであるトレーズ・クシュリナーダとも対立した。ただし『スーパーロボット大戦64』では伝統と格式ばかりを叫ぶデルマイユに内心呆れている描写がある。

## 指揮を執った艦船
- ドゴス・ギア

## 評価
『愛と戦いのロボット 完全保存版』で発表されたアンケート「みんなで選ぶロボットアニメーションベスト100」では、「一番極悪な悪役・敵役は？」で第45位にランクインした。